# 張璞 (成化進士)
張璞（1442年—1498年），字韞玉，别號静斋，直隸大名府滑縣人，軍籍，明朝政治人物。進士出身。

## 生平
生于正统壬戌年八月二十八日。成化元年（1465年）乙酉科順天府鄉試第十七名。成化十四年（1478年）戊戌科會試第二百□一名，殿試登進士第二甲第五十六名。改翰林院庶吉士，十六年授礼科给事中，十九年擢通政司右参议，二十三年累迁左通政。弘治年初曾经奉敕巡治边务，条奏八事，悉见采纳。九年丙辰（1496年）奉使宁府，行册封礼，其后以久疾乞归治病，弘治十一年十月八日卒，年五十七。

## 家族
高祖父張得山，天资英迈，当元季率众归太祖高皇帝，历军功授武德将军，因占籍于古滑州之沂春坊。曾祖父張景初，授潁川衛總旗。祖父張禮。父亲張恕，号侃斋。母李氏。元配李氏，继配赵氏，侧室王氏。子男二：长子张虞凤，宁山卫指挥使；次子张岐凤。